# Квіткокол рудовусий
Квіткокол рудовусий (Diglossa mystacalis) — вид горобцеподібних птахів родини саякових (Thraupidae). Мешкає в Перу і Болівії.

## Опис

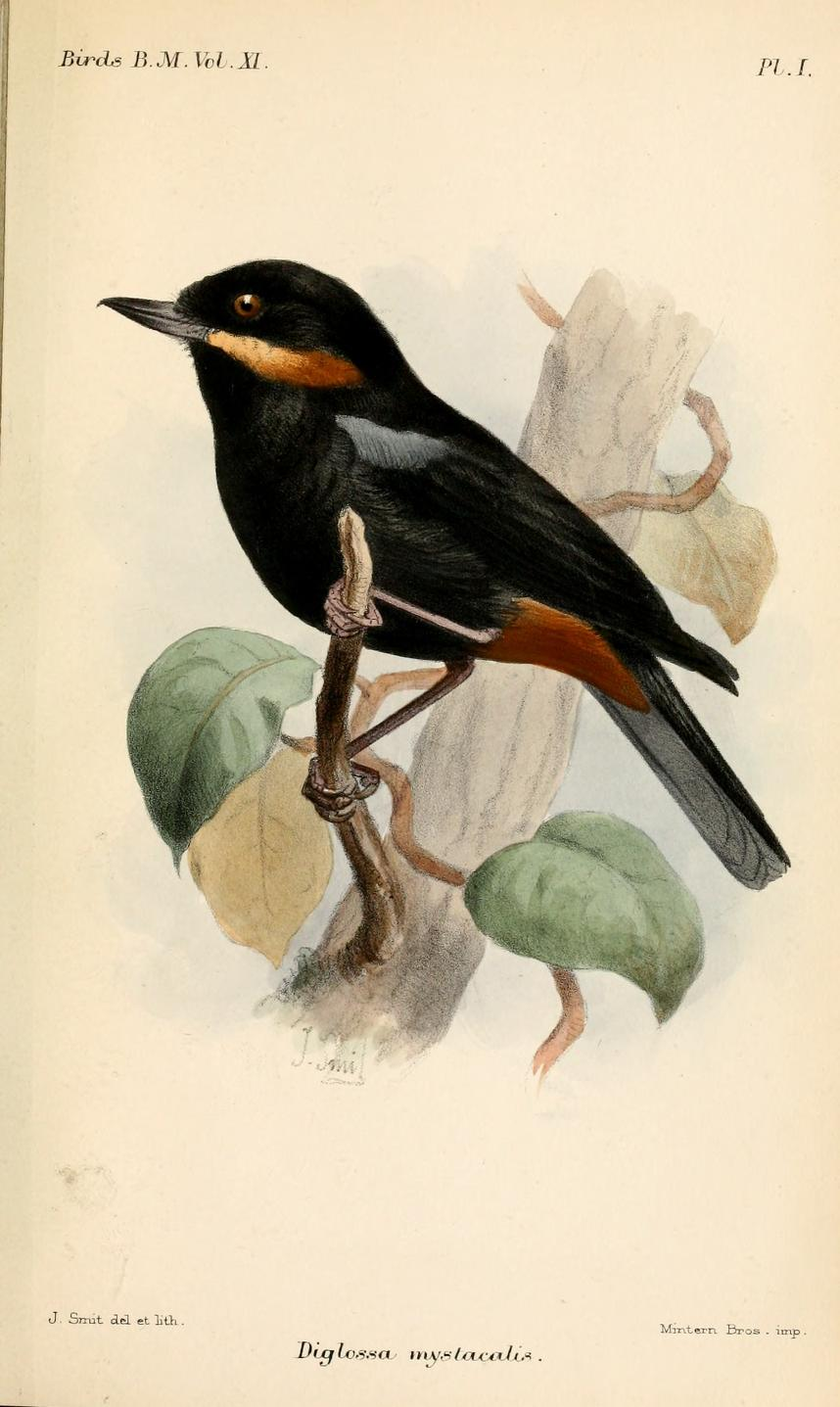
Рудовусий квіткокол (підвид D. m. mystacalis)

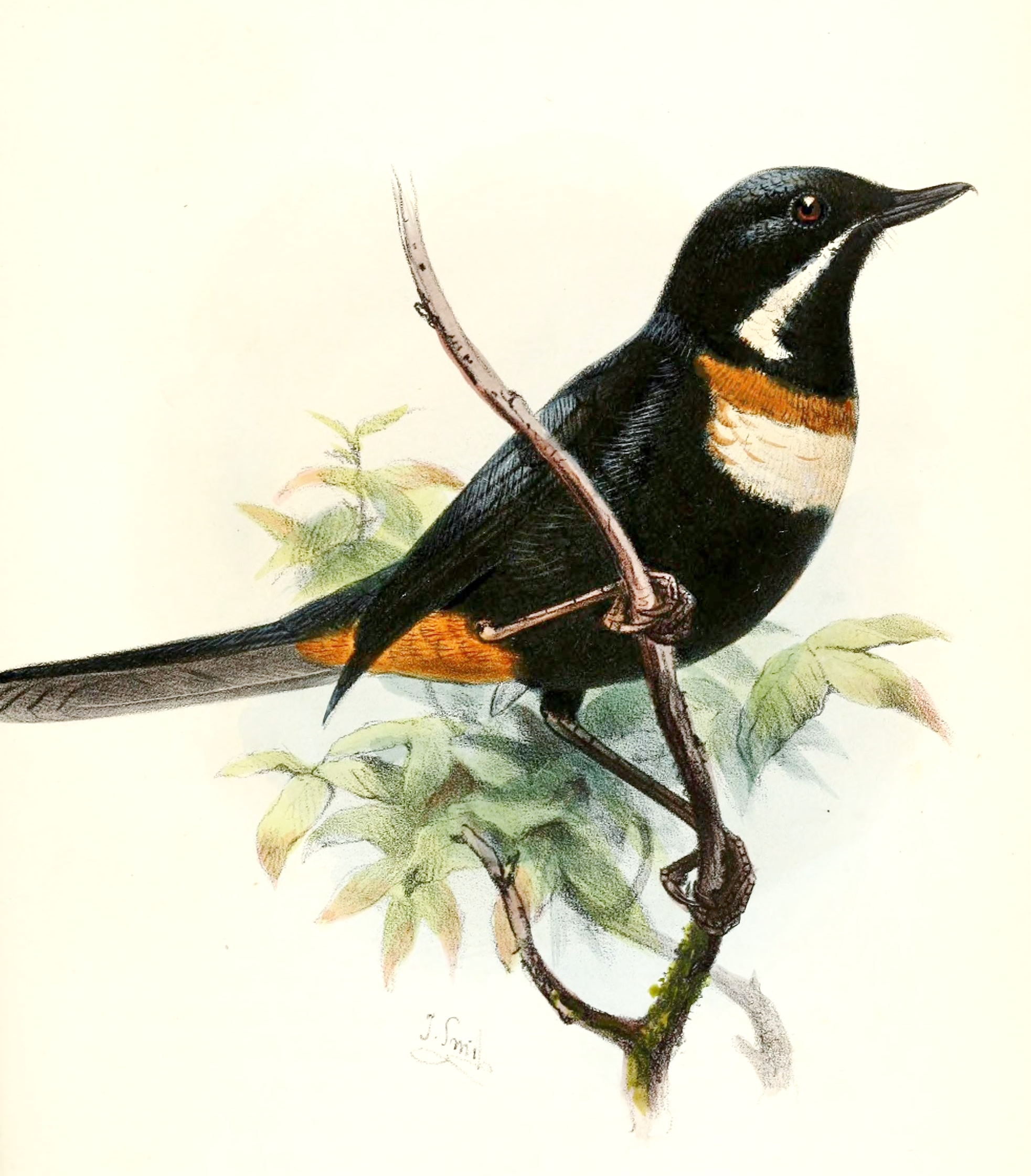
Рудовусий квіткокол (підвид D. m. pectoralis)

Довжина птаха становить 13-14,5 см, вага 15 г. Забарвлення переважно чорне, блискуче, надхвістя синювато-чорне. Під дзьобом у представників номінативного підвиду є рудувато-коричневі "вуса".
У представників підвиду D. m. unicincta "вуса" білі, крім того, на грудях у них є рудувато-коричневий "комір". Представники підвиду D. m. pectoralis мають подібне забарвлення, однак нижня частина цього "коміра" у них біла. У представників підвиду D. m. albilinea забарвлення є подібним до забарвлення представників номінативного підвиду, однак "вуса" у них охристі або кремово-білі, а плечі сірі.

## Підвиди
Виділяють чотири підвиди:
- D. m. unicincta Hellmayr, 1905 — Анди на півночі Перу (від південного Амазонаса до річки Уайяґа в центральному Уануко);
- D. m. pectoralis Cabanis, 1873 — Анди в центральному Перу (від центрального Уануко до Хуніна);
- D. m. albilinea Chapman, 1919 — Анди на півдні Перу (від Аякучо до Пуно);
- D. m. mystacalis Lafresnaye, 1846 — Болівійські Анди.

## Поширення й екологія
Рудовусі квіткоколи мешкають на східних схилах Анд в Перу і Болівії. Вони живуть на узліссях вологих гірських і хмарних лісів, у високогірних чагарникових заростях та на високогірних луках парамо. Зустрічаються поодинці, на висоті від 2500 до 4000 м над рівнем моря.